# سالونيك
سَلَانِيك أو صَلُونِيك أو سَالُونِيك (باليونانية: Θεσσαλονίκη [ثِسَلُنِيكِ]؛ وبالتركية: سلانيک) مدينة يونانية ومركز لبلدية تقع في شمال البلاد، وهي عاصمة لمنطقة (إقليم) مقدونيا الوسطى الإدارية وأيضًا عاصمة إحدى مقاطعات هذا الإقليم والتي تحمل نفس اسم المدينة. و«السَّلَانِيكُ» بالتعريف تطلق على الناحية التي هي عاصمتها وعلى مجموع ناحية مقدونية التي كانت تقابلها ولاية السلانيك العثمانية.

ذكرها الإدريسي:

## الموقع والسكان والأهمية
تقع المدينة على رأس خليج سالونيك أحد تفرعات الخليج الثيرمي، والذي يشكل بدوره الجزء الشمالي الغربي من بحر إيجة، ترتفع المدينة من مستوى سطح البحر إلى أقدام جبل خورتياتيس بشكل يشبه مدرجات مسرح روماني. تبعد مسافة 500 كيلومتر عن أثينا عاصمة البلاد.
يبلغ عدد سكان المدينة حوالي 364 ألف نسمة (تقديرات 2001)، بينما يصل عدد سكانها مع ضواحيها إلى 810 آلاف نسمة، وبالتالي تكون ثاني أكبر مدينة يونانية من حيث عدد السكان بعد أثينا.
تعتبر سالونيك ثاني أكبر مركز اقتصادي، صناعي، تجاري وسياسي في اليونان، ومركز مواصلات مهم في جنوب شرق أوروبا، وهي مركز تعليمي وثقافي هام لمنطقة البلقان. تحتوي المدينة على العديد من الصروح التي تعكس تاريخها البيزنطي، الـعثماني وأيضاً الـيهودي الغني.

## التسمية
تعود تسمية المدينة إلى كاسندر ملك مقدونيا القديمة الذي أوجد المدينة وأعطاها اسم زوجته ثيسالونيكي (Thessaloniki) التي كانت الأخت غير الشقيقة لـالإسكندر المقدوني، ومعنى هذا الاسم هو «النصر في ثيساليا» أو«نصر القوم الذين أتو من البلاد التي كان أصلها ماء». وقصة هذا الاسم أنه قد وصل نبأ مولدها لأبيها فيليب المقدوني فور انتصاره في معركة هامة في إقليم ثيساليا وسط اليونان فأمر بإطلاق هذا الاسم على مولودته الجديدة.
يوجد لاسم المدينة عدة تحريفات لفظية فهو ثيسالونيكي (Thessaloniki) كما باللغة اليونانية الرسمية، أو فقط سالونيكي (Saloniki) باليونانية العامية، أو سلانيك (Selânik) باللغة التركية. بينما تدعى في أغلب اللغات الأوربية باسم سالونيكا (Salonica) وباللغات السلافية سولون (Solun). أما العرب فقد سموها صالونيقي وصلونيك في عصر الفتوحات الإسلامية.

## التاريخ

### الفترة الهلنيستية
بنيت المدينة حوالي العام 315 ق.م. على يد الملك كاسندر المقدوني بالقرب من مدينة ثيرما (Therma) القديمة، وقد أطلق عليها اسم زوجته ثيسالونيكي الأخت غير الشقيقة للاسكندر المقدوني. تطورت سالونيكي بسرعة خلال القرن الثاني قبل الميلاد وسرعان ما بنيت حولها الأسوار وأصبحت تتمتع بمزايا الحكم الذاتي وكان لها وقتئذٍ برلمان خاص يوجد للملك تمثيل فيه.

### الفترة الرومانية

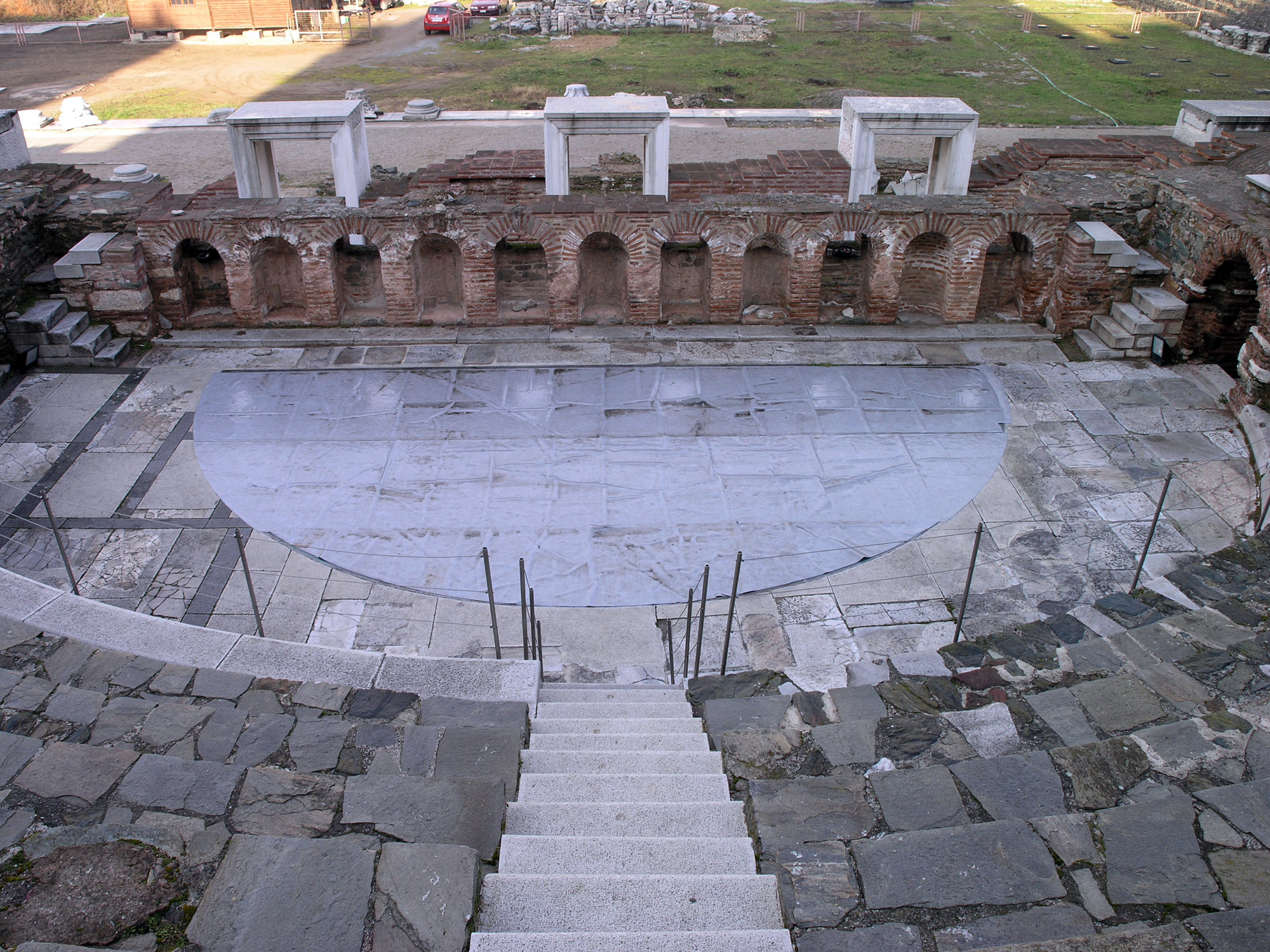
الفوروم الروماني في سالونيكي

ازدادت أهمية سالونيك باضطراد بعد سقوط مقدونيا القديمة بيد الرومان عام 168 ق.م. وخاصة بعد قيامهم ببناء طريق إغناتيا والذي ربط بين روما وَالقسطنطينية، فأصبحت محطة تجارية هامة على هذا الطريق ثم جُعلت عاصمة مقاطعة مقدونيا الرومانية.
احتفظت المدينة بامتيازاتها على الرغم من أنها كانت محكومة من قبل بريتور روماني (قاض روماني) مدعوماً بحامية عسكرية رومانية. وقد كانت مسرحاً للعديد من الأحداث المهمة في تاريخ الرومان كلجوء بومبي لها واحتمائه من قيصر.
استوطنت في المدينة جالية يهودية بدءاً من القرن الأول م. وثم أصبحت سالونيك من أول مراكز المسيحية إذ زارها بولس الرسول وقام بدعوة اليهود الموجودين في المدينة إلى الدين الجديد ولكنهم طردوه منها إلى فيريا، وقد كتب القديس بولس اثنتان من رسائله إلى أهل سالونيك وكانتا بعنوان رسالة بولس الرسول الأولى إلى أهل تسالونيكي وَ رسالة بولس الرسول الثانية إلى أهل تسالونيكي
عانت المدينة من هجوم القوط خلال القرن الثالث للميلاد. وعاش فيها غالريوس الذي ورث الجزء الشرقي من الإمبراطورية الرومانية من ديوكليتيان وقد قام غالريوس أثناء وجوده في المدينة باضطهاد ثم إعدام القديس ديمتريوس الذي يعتبر حاليًا شفيع المدينة.

### الفترة البيزنطية والقرون الوسطى

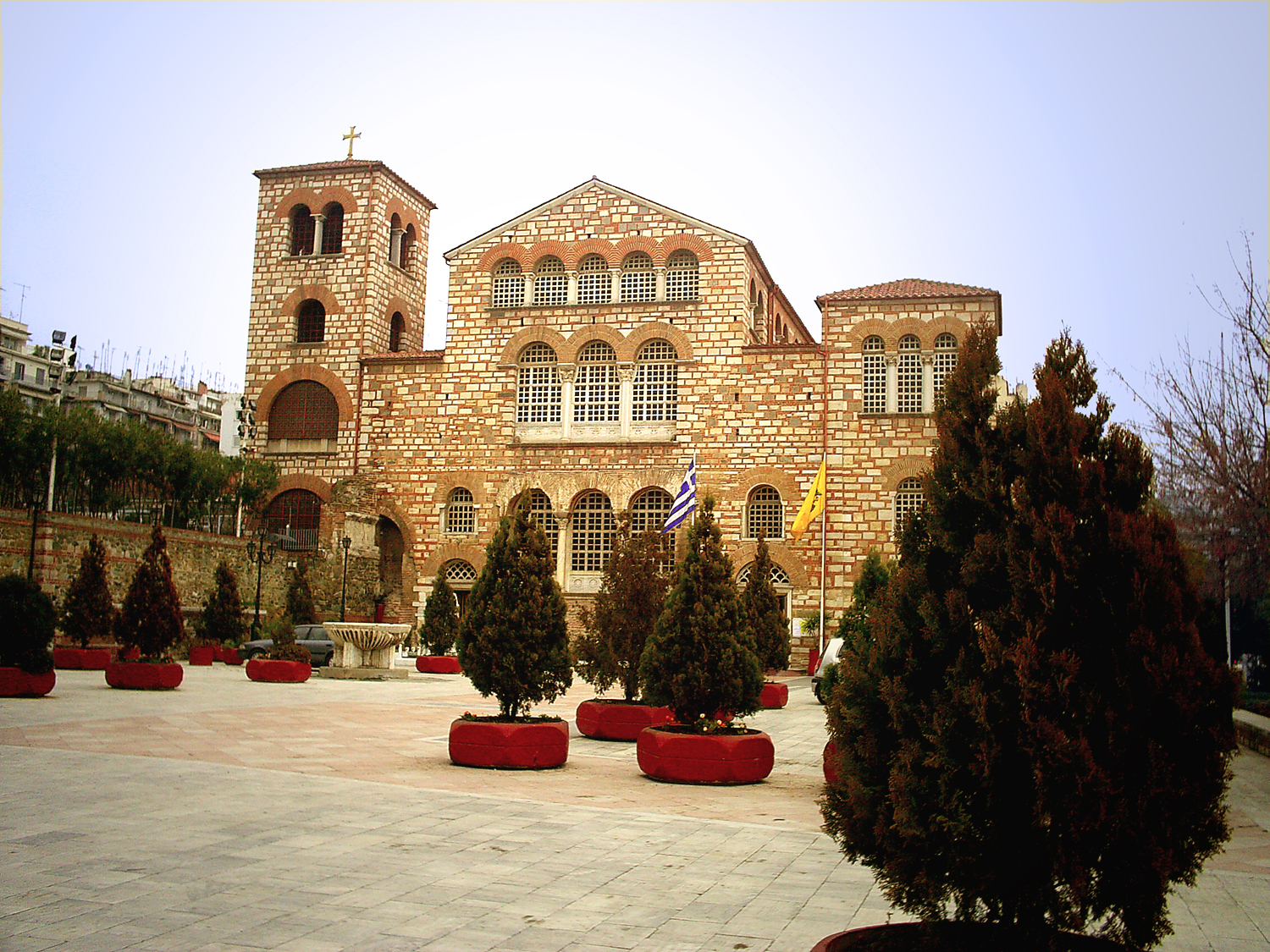
كنيسة القديس ديمتريوس

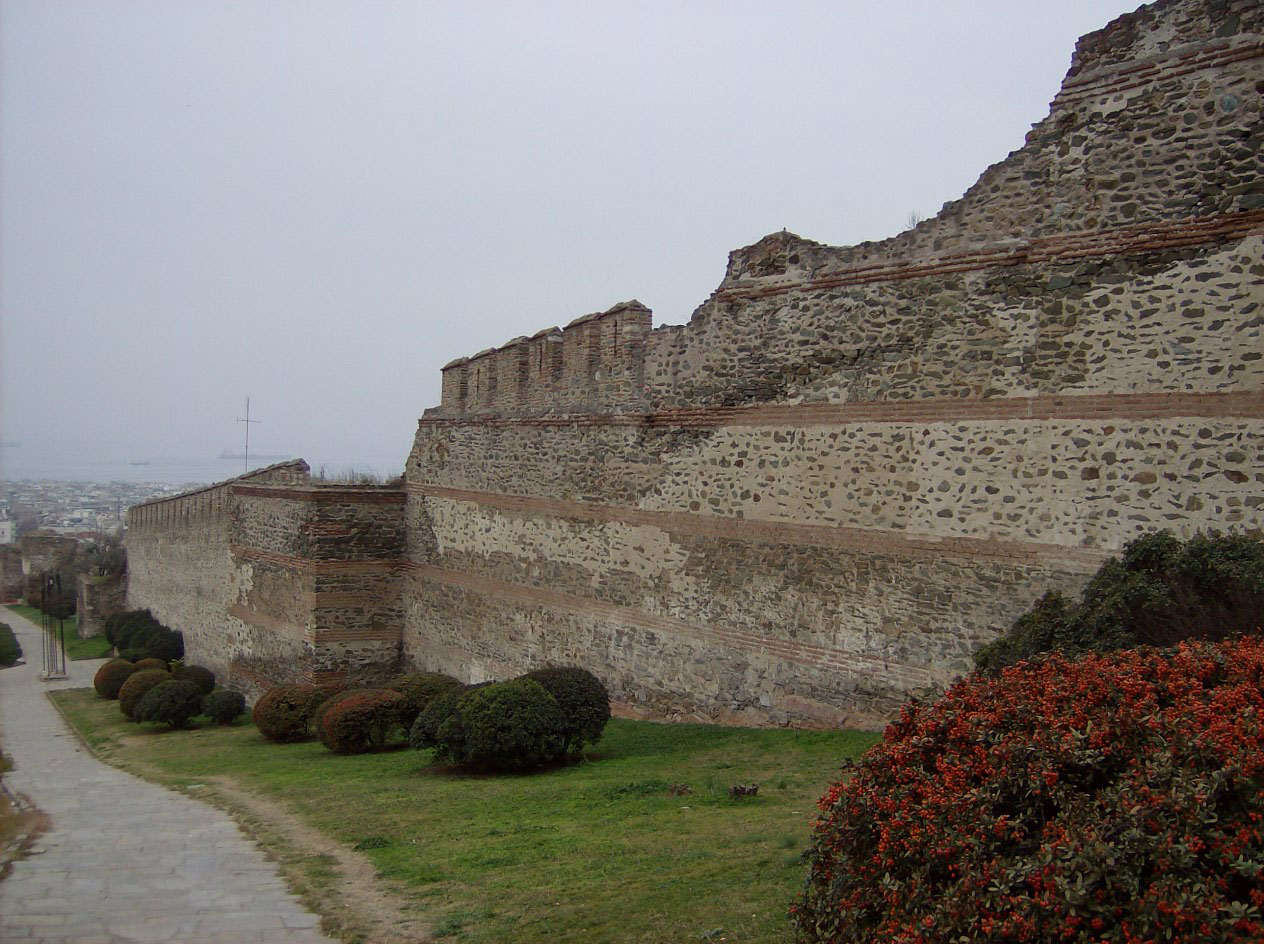

أصبحت سالونيك في عهد ثيودوسيوس الكبير (379-395)م. عاصمة لإقليم إلليريكوم (Illyricum)، وجزءًا من الإمبراطورية الرومانية الشرقية، وجعلت مركزا كنسياً وقاعدة للحملات الامبراطورية ضد القوط.
حدثت فيها عام 390 م. مجزرة كبيرة راح ضحيتها 7000 نسمة على أيدي جنود الإمبراطور ثيودوسيوس الكبير إثر ثورة قام بها سكان المدينة، وقد قام الإمبراطور بعد ذلك بطلب التوبة على يد القديس أمبروس أسقف ميلان.
صمدت المدينة في القرون التالية في وجه العديد من الغزوات القادمة من الشمال والتي قام بها السلاف والـألبان ولكنها عانت من زلزال كبير عام 620 م. هدم العديد من أبنيتها العامة والخاصة. ولد فيها في القرن التاسع الأخوان القديس سيريل وَالقديس ميثوديوس اللذان حولا السلاف إلى الدين المسيحي وابتكرا الأبجدية السيريلية.
في عام 904 م. هاجمها العرب الموجودين في كريت بمساعدة الإغريقي رشيق الوردامي، فمكثوا فيها لمدة عشرة أيام ثم أخذوا 20 ألفا من سكانها كعبيد. عادت المدينة بعد ذلك لتصبح قاعدة بيزنطية في وجه الـبلغار وازدهرت في القرون الثلاثة التالية.

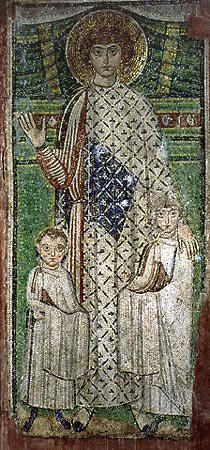
فسيفساء من كنيسة القديس ديمتريوس تمثل القديس مع أطفال

احتلها عام 1185 م. ملوك صقلية النورمان ودمروها بشكل كبير ولكن البيزنطيين استعادوا السيطرة عليها بعد ذلك بعام واحد، ولكن وفي العام 1204 سيطر عليها الصليبيون خلال الحملة الصليبية الرابعة وأسست فيها مملكة ثيسالونيكا اللاتينية، حاول اليونانيون استعادتها لعدة مرات على يد إمبراطور إبيروس البيزنطي ونجحوا بذلك عام 1222، ولكن باقي مقدونيا سقط بيد إيفان آسين الثاني ملك بلغاريا. على الرغم من تلك الفترة الحرجة فقد شهدت المدينة نهضة ثقافية وفكرية وازدهرت تجارياً وفنياً.
شهدت المدينة خلال القرن الرابع عشر وتحديداً بين عامي (1324-1349) ثورة قادتها حركة زيلوتس للإصلاح المجتمعي، وقد حكم على إثرها زيلوتس مطبقاً مبادئ تقدمية اشتراكية بعد القضاء على طبقة النبلاء السالونيكيين.

### الفترة العثمانية

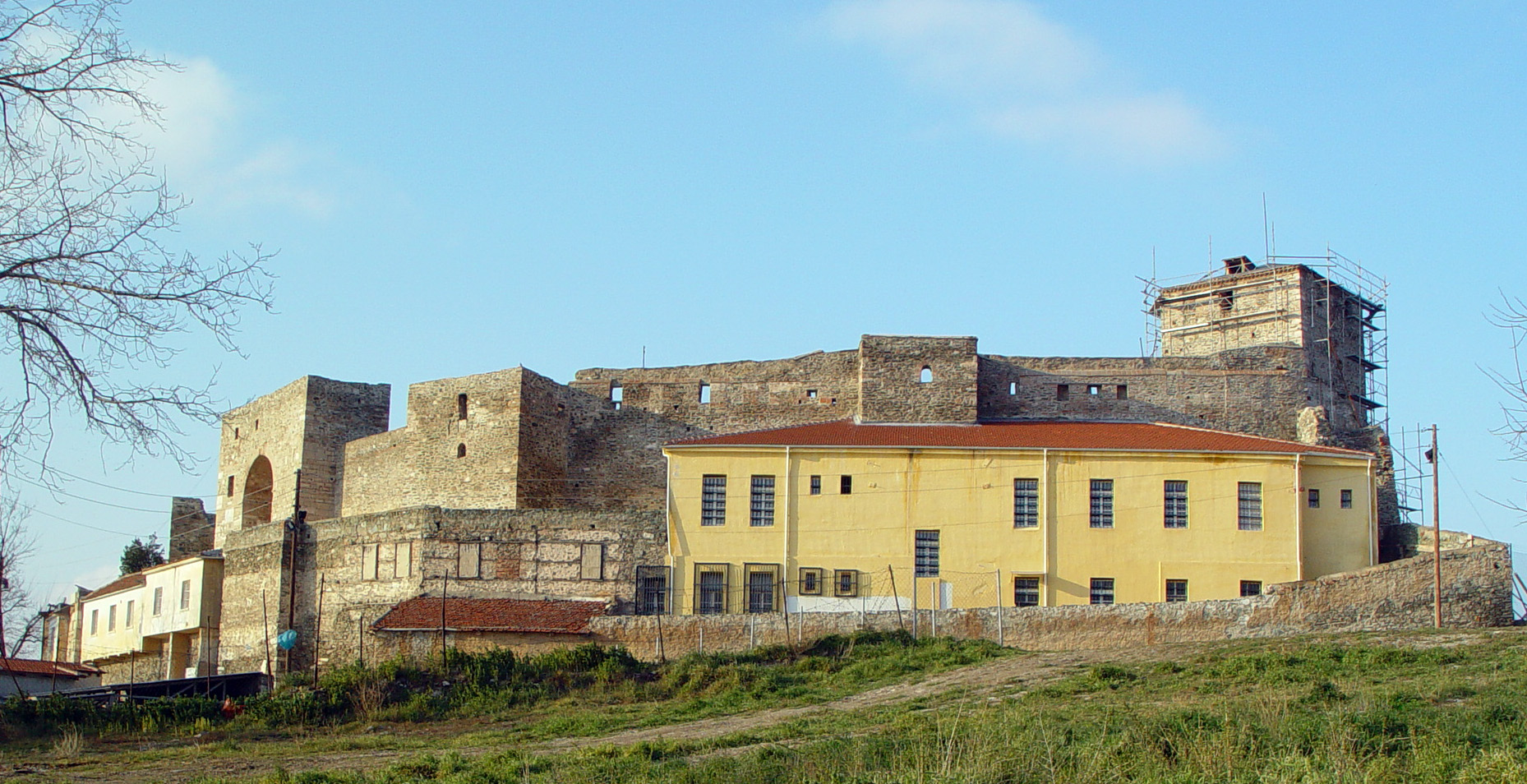
حصن إيبتابيرغوس الذي جدده العثمانيون

عاشت سالونيك منذ أواخر القرن الرابع عشر فترة مضطربة فقد سيطر عليها العثمانيون لمرتين متتاليتين ثم أخرجوا منها على يد البيزنطيين، إلى أن باعت الامبراطورية البيزنطية –الضعيفة وقتها- المدينة للـفينيسيين وذلك في عام 1423 م. لعدم قدرتها على مواجهة العثمانيين، ولكنهم (العثمانيون) سيطروا عليها بشكل نهائي بعد حصار دام لمدة ثلاثة أيام وذلك في عام 1430 في عهد السلطان مراد الثاني.
شهدت المدينة خلال الفترة العثمانية نمواً متزايداً في عدد السكان الـمسلمين اليهود، وخاصة بعد اضطهاد يهود إسبانيا في محاكم التفتيش، حيث بدء هؤلاء بالوصول والاستقرار في المدينة بعد استقبال العثمانيين لهم بدءاً من العام 1500 م.
أصبحت المدينة تحتوي على ثلاث مجموعات عرقية أساسية خلال الفترة العثمانية هي المسلمون الأتراك، الأرثوذكس اليونانيون واليهود السفارديم (الأسبان)، وسرعان ما استعادت أهميتها كمركز تجاري لكل منطقة البلقان وخاصةً بعد المعاهدات التي عقدتها الدولة العثمانية مع كل من أوستريا-هنغاريا وروسيا إذ تكونت في المدينة طبقة تجار كبيرة كان لها علاقات مع كل الدول الأوربية.
في أواخر القرن التاسع عشر تشكلت في المدينة عدة منظمات وأحزاب قومية يونانية، تركية وبلغارية، فقد كانت المدينة مركزاً للـتنظيم الثوري المقدوني (IMRO) والذي يعتبر كأول منظمة إرهابية في التاريخ الحديث، بالإضافة إلى تنظيمات تركيا الفتاة.

### الحروب البلقانية والقرن العشرين
تمكنت القوات اليونانية من استعادة مدينة سالونيك خلال حرب البلقان الأولى في 9 نوفمبر 1912 بعد انتصار ساحق على الأتراك في معركة يانيتسا، وذلك في اليوم التالي لعيد شفيع المدينة القديس ديمتريوس. أصبحت المدينة يونانية بعد اتفاقية بوخارست عام 1913.
حدث في المدينة حريق ضخم وذلك في 18 آب/أغسطس عام 1917 شرد حوالي 70 ألف نسمة من سكانها، سبب هذا الحريق هجرة الكثير من سكانها وخاصةً اليهود منهم إلى فلسطين وباريس وتم استبدالهم بمهاجرين يونانيين من آسيا الصغرى وخاصة بعد عام 1923 وما يعرف بمأساة التبادل العرقي بين الأتراك واليونانيين على إثر الحرب بين البلدين.
احتلتها ألمانيا النازية عام 1941 وأصبحت مركزاً لقوات المحور في منطقة البلقان، رحّل كل اليهود المتبقين في المدينة إلى معسكرات التجميع وتمت إبادة العديد منهم أثناء الهولوكوست. وأصاب المدينة زلزال عام 1978 م.

## المعالم الأساسية

### الصروح التاريخية والمباني الدينية
تعتبر سالونيك واحدة من أغنى مدن أوربة بمعالمها التاريخية والدينية التي تعكس تنوعاً كبيراً للثقافات والديانات التي مرت عبر تاريخها الطويل ولذلك فقد اعتبرت بكافة معالمها إحدى مواقع التراث العالمي ومن أهمها:

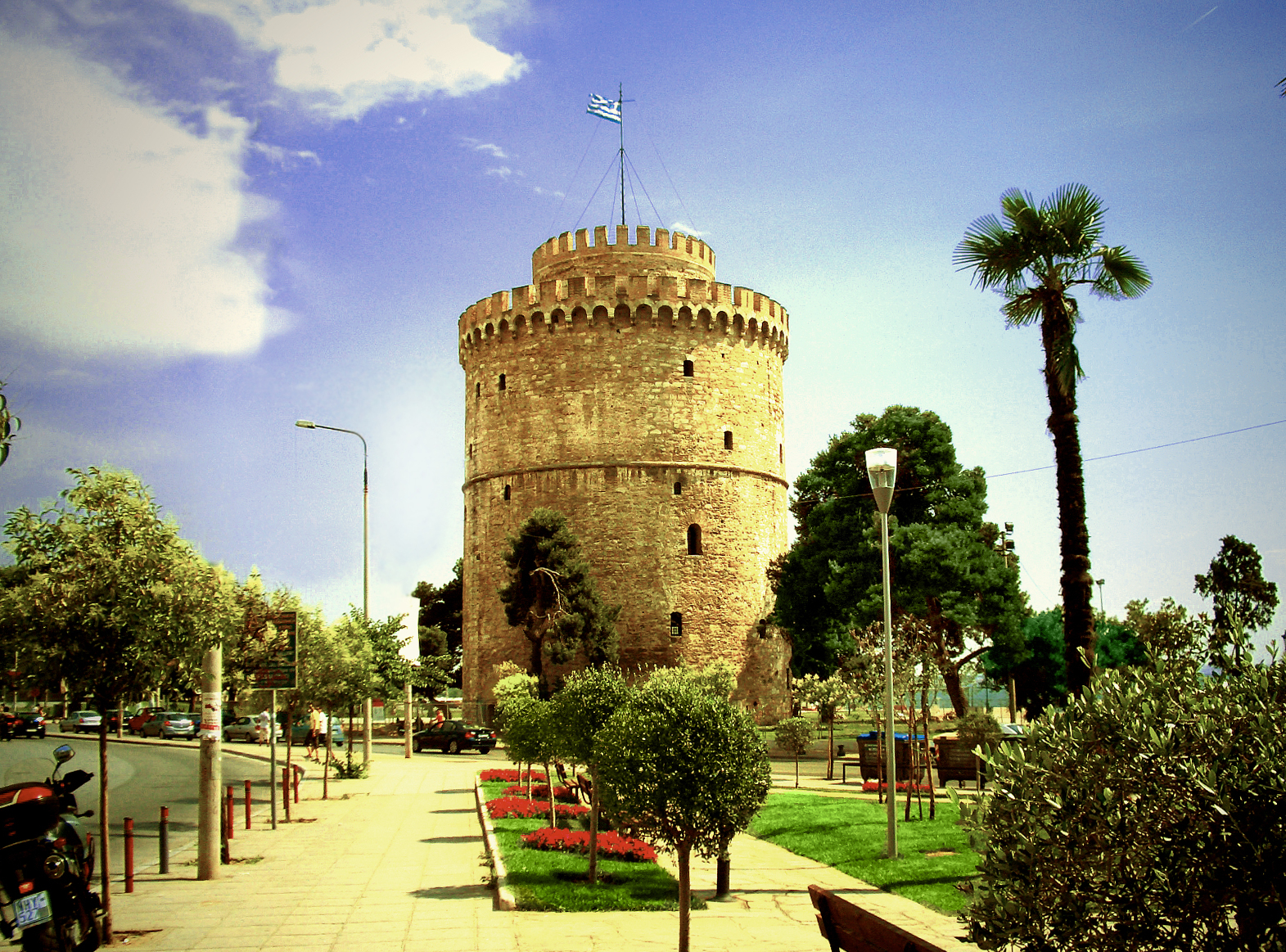
البرج الأبيض (ليفكوس بيرغوس)

- البرج الأبيض (ليفكوس بيرغوس) (Lefkos Pyrgos): يقع على الواجهة البحرية للمدينة ويعتبر رمزاً لسالونيكي بني عام 1430 على يد الـفينيسيين. يبلغ ارتفاعه 32 متر، ويستخدم حالياً كمركز للعرض تابع لمتحف سالونيك البيزنطي، تحيط به حديقة يوجد ضمنها تمثال ضخم لـالإسكندر المقدوني.
- قوس وقبر غاليريوس: يعرف محلياً بالـ (كامارا) (Kamara) وهو قوس نصر مزخرف بدقة بناه غاليريوس ليخلد انتصاراته على الفرس عام 297 م. يوجد بجانبه قصره وضريحه.

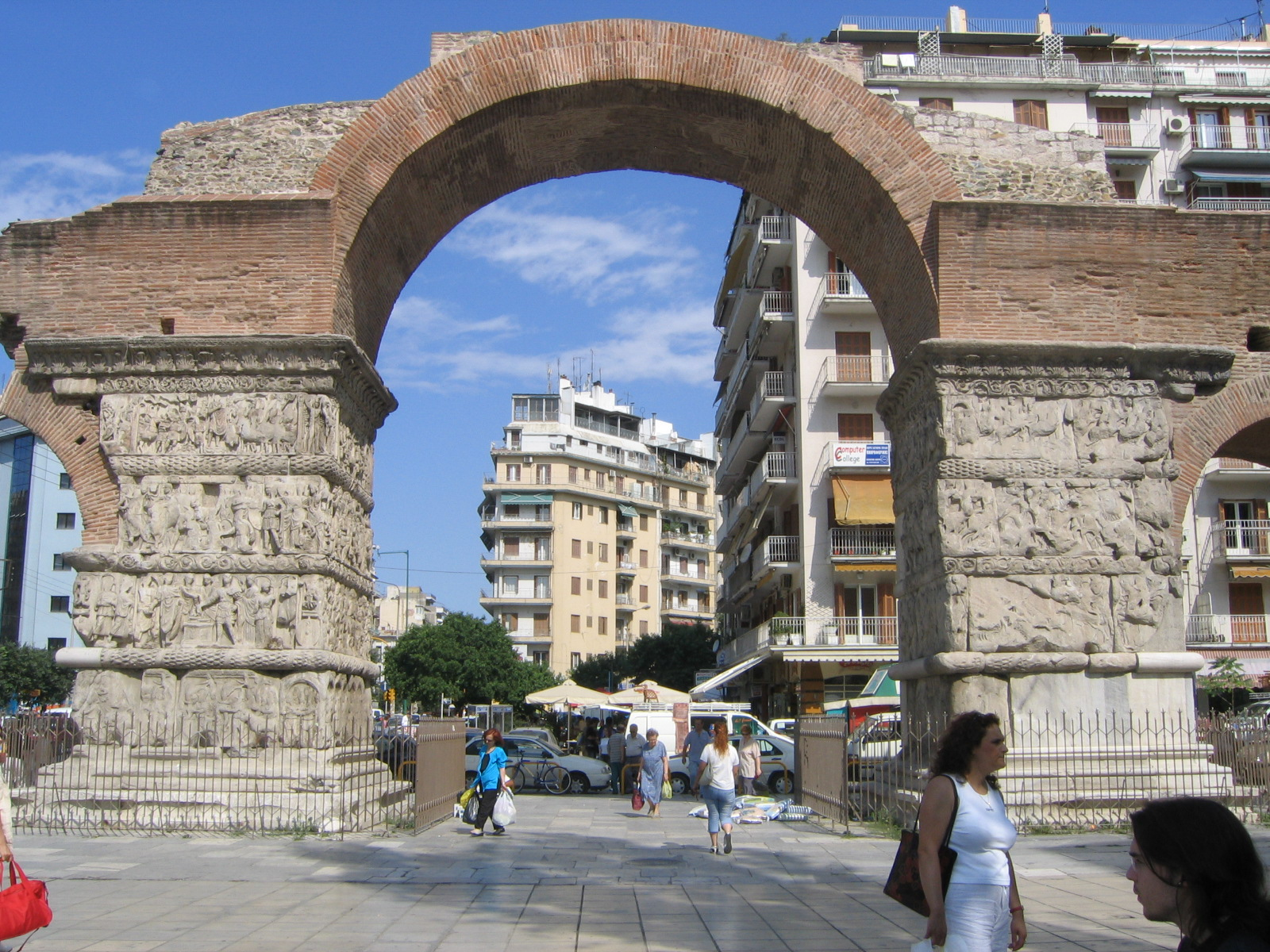
قوس غاليريوس

- الـروتوندا (Rotunda) أو كنيسة القديس جورجيوس: وهي أقدم وأكثر بناء في سالونيك بقي محافظاً على هيئته الأصلية له هيئة قبة كبيرة واسعة. بني في القرن الثالث الميلادي. حول إلى مسجد أثناء الفترة العثمانية باسم سليمان افندي (Suleiman Effendi) عندما بنيت إلى جانبه مأذنة كبيرة.
- الـفوروم الروماني (Forum): ويقع ضمن ساحة ذيكاستيريون (Plateia Dikastirion) وقد كشف منه الـأوديون ورواقين معمدين (Stoas)، وهو يقع على محور طريق إغناتيا القديم. يوجد أيضاً في هذه الساحة الكبيرة بيه حمام (Bey Hammam) وهو بناء أنيق يعود للفترة العثمانية بناه السلطان مراد الثاني عام 1444 م. كحمام عام للرجال والنساء، كنيسة باناغيا خالكيون (Panaghia Chalkeon) التي تعود للعام 1028 م. التي كانت قد حولت إلى مسجد قازانجيلار (Kazançilar) أثناء الفترة العثمانية. وأيضاً جامع حمزة بيه (Hamza Bey Djami) الذي بني عام 1468 ويعتبر أكبر مسجد على التراب اليوناني.

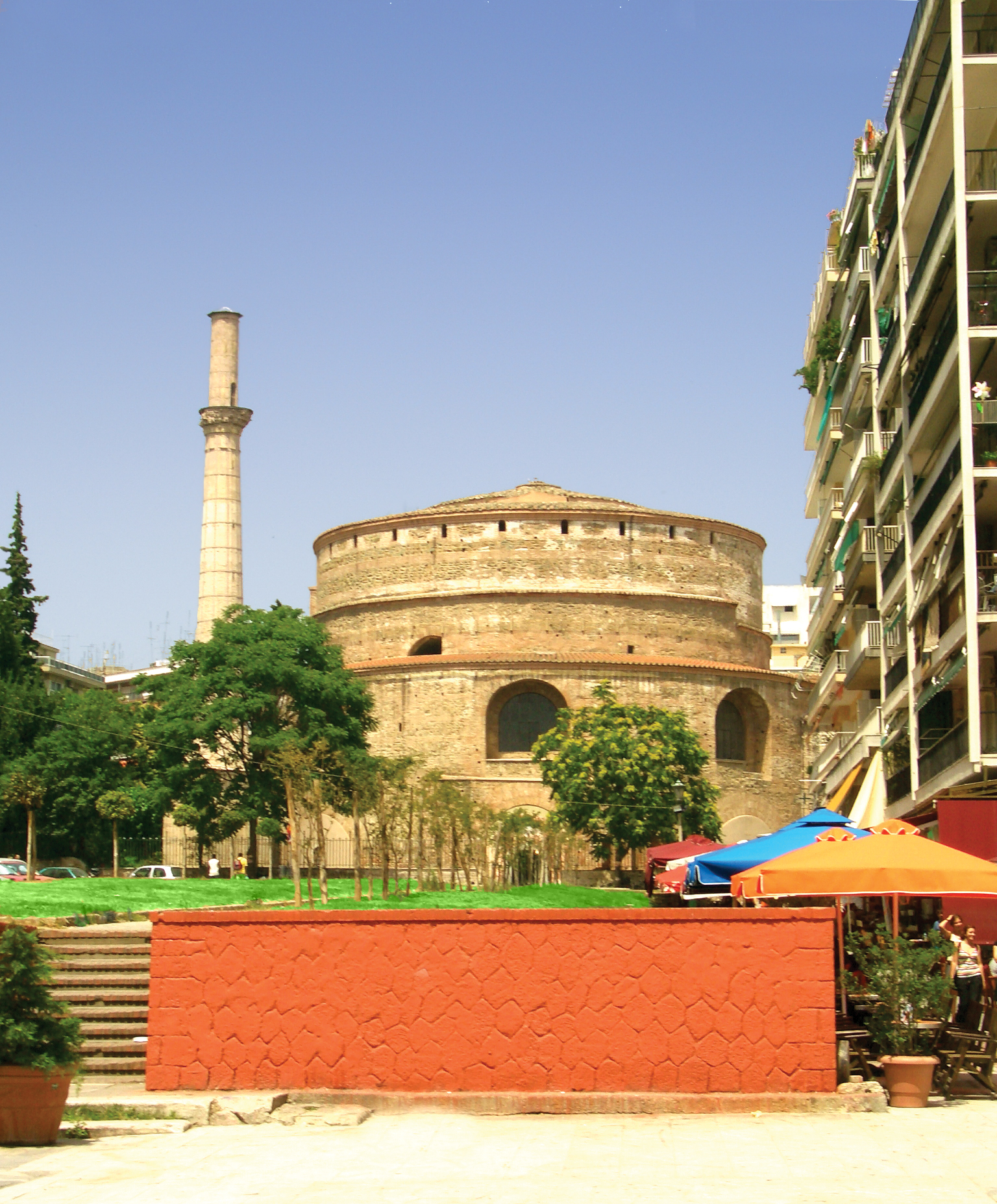
الروتوندا

- كنيسة القديس ديمتريوس (أغيوس ديمتريوس) (Agios Dimitrios): وهي أكبر كنيسة في اليونان، مكرسة للقديس الشهيد ديمتريوس الذي أعدم على يد غاليريوس، توجد تحتها سراديب الموتى (Catacombs) والحجرة التي سجن فيها القديس بنيت بدءاً من العام 412 م. توجد ضمنها العديد من اللوحات الجدارية، الأيقونات والفسيفساءات ذات الأهمية الكبيرة في التاريخ المسيحي.
- أكروبول المدينة والتحصينات البيزنطية: وتدعى أيضاً بـ (أنو بوليس) =(المدينة العليا) بنيت في عهد الإمبراطور البيزنطي ثيودوسيوس الكبير يبلغ ارتفاع الأسوار بين 7.5 -12 متراً توجد عليها حول 40 برج مراقبة بقي نصفها تقريباً، أهمها برج هورميسداس (Hormisdas)، غالبية البيوت بين الأسوار تملك طابعاً معمارياً عثمانياً، يوجد في قسمها الأعلى حصن (إبتابيرغوس) (Eptapyrgos) والذي يدل اسمه على أبراجه السبعة وجدت فيه كتابة باللغة العربية تؤرخ بناءه في عام 1431 م.

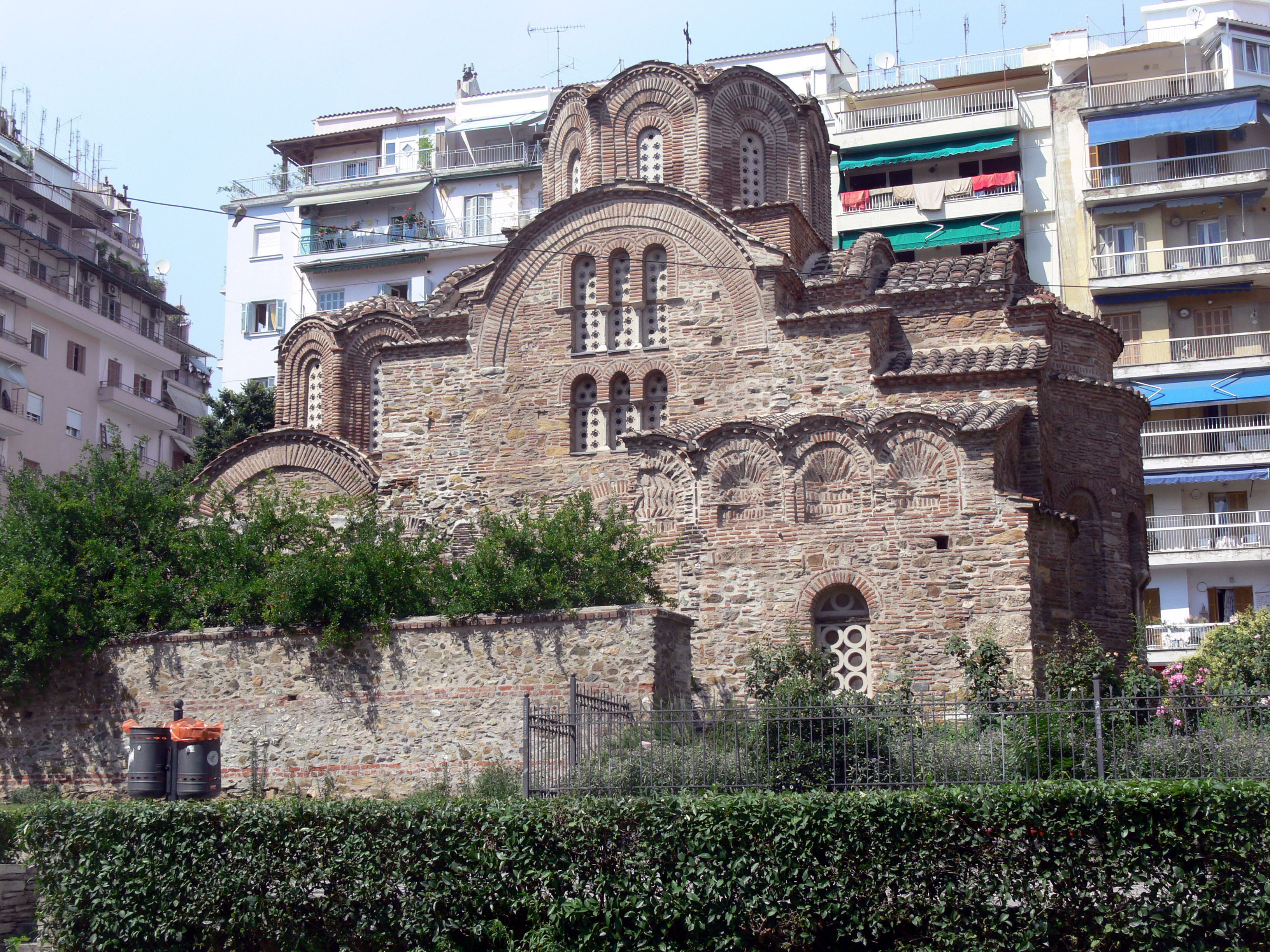
كنيسة بانداليمون

- كنائس المدينة التاريخية الأخرى: ومنها باناغيا أخيروبييتوس (Panaghia Acheiropoietos) وهي أقدم كنيسة مكرسة لمريم العذراء في العالم وتعود لعام 431 م. وهي مبنية على الطابع المعماري الـسوري. كنيسة أغيا صوفيا (Aghia Sofia) وتعني (الحكمة المقدسة) التي تعود للقرن الثامن حولت لاحقاً إلى مسجد على يد راكتوب إبراهيم باشا (Raktoub Ibrahim Pasha). كنيسة بانداليمون (Agios Panteleimonos) التي تعود للقرن العاشر ميلادي. كنيسة النبي إيليا (Profitis Ilias) المبنية على قصر بيزنطي. كنيسة القديسة إيكاتريني (Aghia Aikaterini) التي تعود للقرن الثالث عشر، وكنيسة الرسل الإثنا عشر (Dodeca Apostoloi) التي تعود لعام 1312 م وهي أكثر كنائس المدينة سحراً.
- رهبانية فلاتاذون (Moni Vlatadon) وكنيسة هوسيوس دافيد (Hosios David): بنيا في القرن الرابع عشر على يد الأخوين فلاتاذِس، كُرّس الدير للضوء المقدس، وقد كان تابعاً لحركة دينية مسيحية بيزنطية متأثرة بالبوذية دعيت بالـ هسيخازمية (Hesychasm) جلبها من الهند القديس يواساف (Ioasaph)، زاوج هذا المذهب بين البوذية والمسيحية من أجل الوصول المنشود لرؤية النور الإلهي.

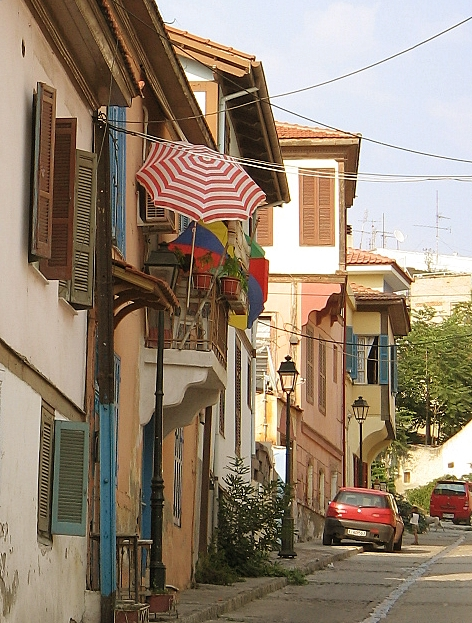
بيوت تعود للفترة العثمانية

- الحمامات التركية: مثل باشا حمام (Pasha Hammam) وَ يهودي حمام (Yehudi Hammam)، وبرج (مخزن) الأسلحة التركي فاردار (Vardar) الذي يدعى أيضاً توبخانه (Top Hane)، ومن المعالم المهمة كذلك منزل مصطفى كمال اتاتورك والذي تديره حالياً الحكومة التركية.
- الحمامات البيزنطية: مثل حمام سالونيك البيزنطي في المنطقة العليا من المدينة، وفي عام 1988، تم إدراج العمام كواحد من ضمن المعالم البيزنطية في مدينة سالونيك وتم إضافته على قائمة مواقع التراث العالمي من قبل اليونسكو

### متاحف المدينة
- متحف سالونيكي الأركيولوجي (الأثري): توجد فيه أهم مجموعة أثرية تعكس ثراء مملكة مقدونيا القديمة وما تلتها من فترة هلنستية، وفيه مجموعة ذهب مقدونيا، وثيقة درفيني (Derveni papyrus) التي تعود للقرن الرابع قبل الميلاد وتظهر بوضوح كيف أن بعض العادات والطقوس الوثنية القديمة تم تبنيها لاحقاً في الديانة المسيحية.
- متحف سالونيكي البيزنطي: يعتبر أهم متحف للفن البيزنطي في العالم، أخذ لقب «متحف أوربة للعام 2005»
- متحف سالونيكي للفن المعاصر: وتوجد ضمنه مجموعة هامة من الفن الروسي (Avantgrade)
- المتحف اليهودي
- متاحف أخرى: مثل متحف التصوير الضوئي، المتحف السينمائي، متحف الصراع المقدوني، متحف للتاريخ الطبيعي، ومتحف مائي.

## المواصلات

### المترو
يوجد في سالونيكي المدينة الأوربية الكبيرة مترو للأنفاق، ولديه القدرة على تخديم 250 الف راكب يومياً ويربط المدينة بضواحيها وبالمطار.

### شبكة الحافلات
تعتبر شبكة المواصلات الوحيدة التي تغطي كل أقسام المدينة، ويوجد عليها ضغط كبير خاصة في اوقات الازدحام.

### الطرق السريعة

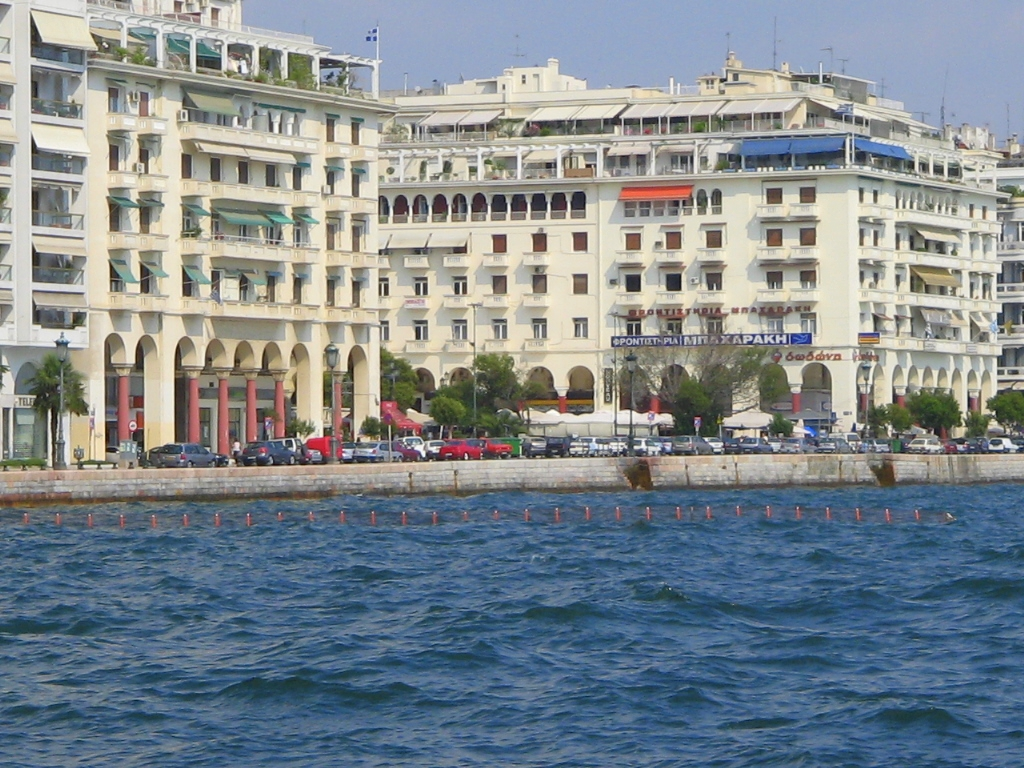
ساحة أرسطو وسط سالونيك

ترتبط سالونيك مع أثينا عبر الطريق السريع GR-1 ومع غرب اليونان عبر الطريق السريع GR-2 (طريق إغناتيا الجديد) ومع صوفيا عبر الطريق GR-12.

### القطارات
كانت المدينة وماتزال عقدة مواصلات حديدية في منطقة البلقان منذ عام 1888 إذ تنطلق منها رحلات مباشرة إلى أغلب العواصم الأوربية مثل بوخارست، موسكو، بلغراد، إسطنبول، فيينا وأثينا بالإضافة إلى الرحلات الداخلية نحو معظم المدن اليونانية الأخرى.

### المطار
المدينة مخدمة عبر مطار مقدونيا الدولي الذي هو ثاني أكبر مطار في اليونان، ويبعد عن مركز المدينة مسافة 15 كيلومتر.

## التعليم والثقافة

### الجامعات
تعتبر المدينة مركزاً تعليمياً أساسياً في اليونان وتضم ثلاث جامعات هي:
- جامعة أرسطو: من أهم جامعات اليونان. تأسست عام 1925، وتضم 42 كلية ماعدا المكتبات والمعامل والمستشفيات التابعة لها، يدرس فيها 77 ألف طالب.
- جامعة مقدونيا.
- معهد سالونيك التقني العالي.

### المهرجانات والمعارض
تستضيف المدينة سنوياً العديد من المهرجانات والمعارض الدولية من أهمها:
- معرض سالونيكي العالمي للتجارة: يحدث في شهر أيلول/سبتمبر من كل عام ويستمر لمدة عشرة أيام، يعود تاريخه للعام 1926، ويعقد في مركز سالونيكي الدولي للمعارض والذي تبلغ مساحته 180,000 م2 ويزوره سنوياً حوالي 300 ألف شخص.
- مهرجان سالونيكي السينمائي: من أهم مهرجانات منطقة جنوب شرق أوروبة السينمائية، ويعتبر ذو أهمية خاصة للسينما اليونانية وأيضاً لصانعي الأفلام الصاعدين حديثاً، حدثت دورته الأولى عام 1933.
- مهرجان سالونيكي للأفلام الوثائقية: ويركز على إظهار التطورات الاجتماعية والاقتصادية على الصعيد العالمي.
- مهرجان سالونيكي الدولي للتصوير الضوئي (فوتوسنكيريا): ويعقد من شباط/فبراير إلى منتصف نيسان/أبريل من كل عام ويكون ملتقى للمصورين اليونانيين والعالميين، ينضمه متحف سالونيك للتصوير الضوئي.
- مهرجان ديمتريا (Dimitria): يستمر لمدة ثلاثة أشهر بدءاً من أيلول/سبتمبر، وقد أطلق عليه هذا الاسم تيمناً بقديس المدينة (أغيوس ديمتريوس)، يتضمن سلسلة من النشاطات الثقافية الموسيقية، المسرحية، الحفلات الراقصة، والمعارض المتنوعة.

وأيضاً توجد مهرجانات أخرى كمهرجان أفلام الفيديو الراقصة، ومهرجان وبطولة الـدي جيه العالمي.

## متفرقات

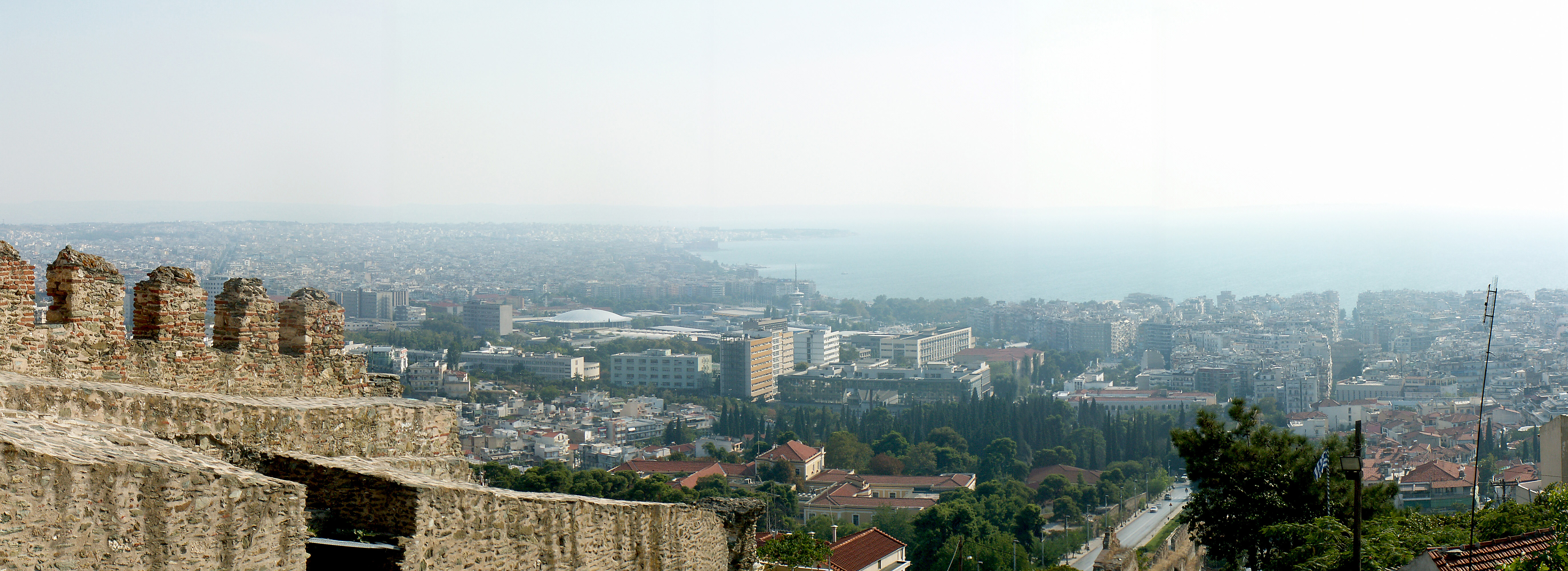
منظر بانورامي لأقسام المدينة الوسطى والشرقية مأخوذ من الأسوار البيزنطية.

### يهود سالونيكي
كانت غالبيتهم من اليهود السفارديم الذين قدموا إلى المدينة من إسبانيا، بعد البدء بتطبيق محاكم التفتيش هناك. ارتبط وجودهم وازدهارهم بوجود العثمانيين، فقد أصبح هؤلاء يشكلون أكثر من نصف سكان المدينة خلال بعض الفترات، وأصبحت سالونيك تعرف بأنها أكثر مدينة يوجد فيها يهود في العالم ولمدة ثلاثة قرون. تحدث هؤلاء بلغة اللادينو، إحدى اللغات الرومانسية.
بدء عددهم بالتناقص بدءاً من العام 1917 بعد نشوب حريق سالونيكي الكبير الذي شرد الكثير منهم فهاجروا إلى الولايات المتحدة، مصر وأوروبة. أما ما بقي منهم فقد تم ترحيله خلال الحرب العالمية الثانية إلى معسكرات التجميع النازية، وتمت إبادتهم في الهولوكوست. حالياً توجد في المدينة جالية صغيرة.

### مسلمو سالونيكي
وهم من أصل تركي أو ألباني. تشرد الكثير منهم أثناء حريق سالونيك الكبير لعام 1917، ولكن تم تهجيرهم بشكل نهائي عام 1923، بعد اتفاقية التبادل السكاني بين اليونان وتركيا 1923 على إثر الحرب التركية اليونانية، واستبدل هؤلاء بلاجئي آسيا الصغرى اليونانيين.

### اقتصاد المدينة

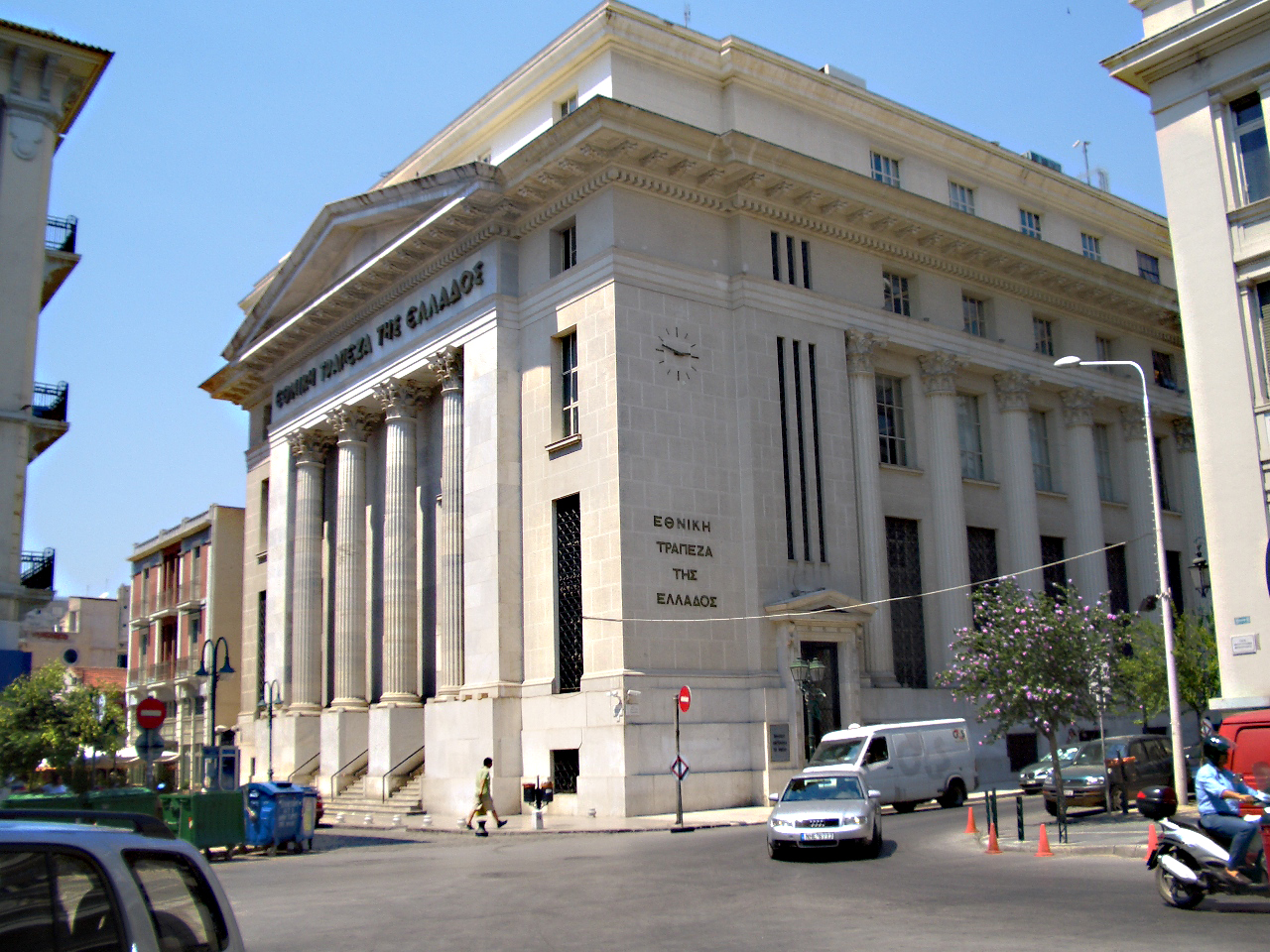
مبنى البنك المركزي اليوناني في سالونيك

يعتمد اقتصاد المدينة الحالي على ميناءها التجاري، وصناعاتها المتعددة ومنها صناعة الفولاذ، البتروكيماويات، النسيج، وغيرها. وتعتبر صناعة بناء السفن إحدى القطاعات المهمة في المدينة.

### الرياضة
أهم نوادي كرة القدم في المدينة هي إيراكليس أف سي (تأسس عام 1908) يلعب في ستاد كافتانزوغليو
آريس أف سي (تأسس عام 1914)، يلعب في ستاد كليانثس فيكيليذِس.
وَنادي باوك سالونيك الذي تأسس في استانبول ثم انتقل إلى سالونيك مع مهجري المدينة، ويعتبر أكثر نوادي المدينة نجاحاً ملعبه ستاد تومبا.
توجد في المدينة العديد من الملاعب المغلقة من أهمها ملاعب (أليكساندريو ميلاثرون)، التي تحتوي على العديد من الصالات لممارسة كرة السلة، كرة الطائرة وغيرها من الرياضات.

## وصلات خارجية
- موقع المدينة الرسمي